# Liste des ministres flamands du Tourisme
Voici la liste des ministres du Tourisme de Flandre depuis la création de la fonction en 1999.
| Titulaire | Titulaire | Titulaire               | Parti | Mandat                                                         | Gouvernement | Portefeuille ministériel |
| --------- | --------- | ----------------------- | ----- | -------------------------------------------------------------- | --- | --- |
| 1         |           | Renaat Landuyt (1959-)  | PS    | 13 juillet 1999 – 20 juillet 2004 (5 ans et 7 jours)           | Dewael | Ministre de l'Emploi et du Tourisme |
| 1         | Somers    | Renaat Landuyt (1959-)  | PS    | 13 juillet 1999 – 20 juillet 2004 (5 ans et 7 jours)           | Vice-Ministre-président et Ministre de l'Emploi et du Tourisme | |
| 2         |           | Geert Bourgeois (1951-) | N-VA  | 20 juillet 2004 – 22 septembre 2008 (4 ans, 2 mois et 2 jours) | Leterme | Ministre des Affaires administratives, de la Politique étrangère, des Médias et du Tourisme |
| 2         | Peeters I | Geert Bourgeois (1951-) | N-VA  | 20 juillet 2004 – 22 septembre 2008 (4 ans, 2 mois et 2 jours) | | Ministre des Affaires administratives, de la Politique étrangère, des Médias et du Tourisme |
| 3         |           | Kris Peeters (1962-)    | CD&V  | 22 septembre 2008 – 13 juillet 2009 (9 mois et 21 jours)       | Peeters I | Ministre-président et Ministre des Réformes institutionnelles, de l'Agriculture, de la Pêche, de la Maritime, des Ports, de la Politique rurale, des Affaires administratives, de la Politique étrangère, des Médias et du Tourisme |
| (2)       |           | Geert Bourgeois (1951-) | N-VA  | 13 juillet 2009 – 25 juillet 2014 (5 ans et 12 jours)          | Peeters II | Vice-Ministre-président et Ministre des Affaires administratives, des Affaires intérieures, de l'Intégration, du Tourisme, du Patrimoine immobilier et de la Périphérie de Bruxelles                                                |
| 4         |           | Ben Weyts (1970-)       | N-VA  | 25 juillet 2014 – 2 octobre 2019 (5 ans, 2 mois et 7 jours)    | Bourgeois | Ministre de la Mobilité, des Travaux publics, de la Périphérie de Bruxelles, du Tourisme et du Bien-être animal |
| 4         | Homans    | Ben Weyts (1970-)       | N-VA  | 25 juillet 2014 – 2 octobre 2019 (5 ans, 2 mois et 7 jours)    | Vice-Ministre-président et Ministre de la Mobilité, des Travaux publics, de la Périphérie de Bruxelles, du Tourisme, de la Politique étrangère, de la Patrimoine immobilier et du Bien-être animal | |
| 5         |           | Zuhal Demir (1980-)     | N-VA  | 2 octobre 2019 – (5 ans, 5 mois et 13 jours)                   | Jambon | Ministre de la Justice, de l'Environnement, de l'Énergie et du Tourisme |